# Fordo
Fordo (em persa: فردو) é uma vila no distrito rural de Fordo, na província de Qom, no Irã. Era antigamente a capital do distrito. Fica perto da cidade sagrada xiita de Qom. A Usina de Enriquecimento de Urânio de Fordo fica cerca de 100 km da comunidade.

## Demografia
Na época do Censo Nacional de 2006, a população da vila era de 732 em 230 domicílios. O censo de 2011 contou 667 pessoas em 227 domicílios. O censo de 2016 mediu a população da vila em 839 pessoas em 303 domicílios. Era a aldeia mais populosa do seu distrito rural.